# Polvo
Polvo – amerykańska grupa mathrockowa z Chapel Hill w Karolinie Północne, założona w 1990 roku. Jej liderami są Ash Bowie i Dave Brylawski. Ponadto występują w niej perkusista Brian Quast oraz basista Steve Popson. Eddie Watkins był pierwszym perkusistą Polvo, ale nie powrócił do składu po reaktywacji w 2008 roku.
Polvo jest powszechnie uważany za typowego przedstawiciela math rocka, choć w wywiadach muzycy zespołu odżegnują się od tego typu kategoryzacji. Charakterystyczną cechą muzyki Polvo jest chętne wykorzystywanie sfałszowanych, dysonansowych partii rozstrojonych gitar, nierzadko współgrających z popowymi melodiami i harmoniami. Dopełnieniem dla muzyki są enigmatyczne teksty, często o surrealistycznym zabarwieniu. Brzmienie grupy jest tak nieprzewidywalne i nietypowe, że jej gitarzyści bywali oskarżani o grę na nienastrojonych instrumentach. Piosenki i okładki płyt Polvo często zawierają azjatycko-orientalne motywy i odniesienia. Nazwa zespołu oznacza „ośmiornicę” w języku portugalskim oraz „kurz” lub „proszek” w hiszpańskim; w Hiszpanii służy również jako slangowe określeniu seksu.

## Życiorys
Zespół Polvo powstał w 1990 roku w Chapel Hill (Karolina Północna). Oryginalny skład tworzyli Ash Bowie, Dave Brylawski, Steve Popson i Eddie Watkins. Bowie i Brylawski spotkali się na zajęciach z języka hiszpańskiego na Uniwersytecie Karoliny Północnej. Połączyło ich zainteresowanie działalnością wytwórni muzycznej SST Records i zespołu Let's Active. Pierwszym wydawnictwem Polvo był podwójny singiel winylowy Can I Ride, wydany w 1991 roku za pośrednictwem labelu Kitchen Puff Records. Później singiel został wznowiony na kompakcie jako Polvo EP. Następnie zespół wydał dwa studyjne albumy, dwie epki i kilka singli w wytwórni Merge Records, kierowanej przez Maca McCaughana, szkolnego kolegi Brylawskiego i Popsona. Merge Records wypuściło ich debiut, Cor-Crane Secret w 1992 roku. Today's Active Lifestyles ujrzało światło dzienne w roku 1993, udoskonalając nietuzinkowy styl grupy. W międzyczasie zespół zaliczył krótki epizod filmowy, pojawiając się w niskobudżetowym obrazie Half-Cocked.
Po przeniesieniu się do wytwórni Touch And Go grupa wydała kolejne dwie studyjne płyty. Podwójny album Exploded Drawing, dzieło muzycznie eklektyczne i progresywne, nieco wyraźniej podkreślało fascynacje gitarzystów muzyką azjatycką. Jakiś czas po tym Eddie Watkins opuścił szeregi zespołu, by poświęcić się rodzinie. Wkrótce po odejściu Watkinsa reszta składu również zaczęła się rozpadać. Brylawski przeprowadził się do Nowego Jorku by dokończyć studia, w międzyczasie podróżując do Indii; Bowie przeniósł się do Bostonu by zostać członkiem Helium, zespołu dowodzonego przez jego ówczesną partnerkę Mary Timony. Po krótkiej przerwie Polvo wznowiło działalność w roku 1997 by nagrać płytę Shapes z nowym perkusistą Brianem Walsbym. Plotki, jakoby miał to być ostatni album grupy potwierdziły się, gdy polubownie zakończono działalność później tego samego roku. Na koniec zespół ruszył w pożegnalną trasę koncertową po Stanach Zjednoczonych z finałem w rodzinnym klubie Cat's Cradle.
Polvo zreaktywowało się z nowym perkusistą w składzie po zaproszeniu na festiwale All Tomorrow Parties i Primavera Sound w 2008 roku. W marcu następnego roku grupa wkroczyła do studia by nagrać swój pierwszy album od dwunastu lat. W 2013 roku światło dzienne ujrzał szósty studyjny album grupy, zatytułowany Siberia.

## Skład
- Ash Bowie – wokal, gitara
- Dave Brylawski – gitara
- Steve Popson – gitara basowa
- Brian Quast – perkusja

## Dyskografia

### Albumy
- Cor-Crane Secret LP/CD (Merge, 1992)
- Today's Active Lifestyles LP/CD (Merge, 1993)
- Exploded Drawing CD/2xLP (Touch & Go, 1996)
- Shapes LP/CD (Touch & Go, 1997)
- In Prism LP/CD (Merge, 2009)
- Siberia LP/CD (Merge, 2013)

### EP
- Celebrate the New Dark Age (EP/ minialbum) CD/3x7" box set (Merge, 1994)
- Polvo CD (ponowne wydanie „Can I Ride”; Jesus Christ, 1995)
- This Eclipse CD EP (Merge, 1995)

### Single
- "Can I Ride" 2x7" (Kitchen Puff, 1990)
- "Vibracobra" 7" (Rockville, 1991)
- "El Cid" 7" (split z Erectus Monotone; Merge, 1992)
- "Tilebreaker" 7" (Merge, 1993)
- "Two Fists/All The Cliches Under Broadway" 7" (split z New Radiant Storm King; Penny Farthing, 1994)